# ラッセ・ビレン
ラッセ・ビレン（フィンランド語: Lasse Virén、1949年7月22日 - ）は、フィンランドの陸上競技長距離選手。1972年ミュンヘンオリンピック、1976年モントリオールオリンピックでともに男子5000m、10000mで二種目二大会連続の金メダル獲得を達成した。またモントリオールオリンピックではマラソンにも出場し、1952年ヘルシンキオリンピックのエミール・ザトペック以来の長距離3冠を目指したが5位に終わり、達成はならなかった。ビレンは1920年代にハンネス・コーレマイネン、パーヴォ・ヌルミ、ビレ・リトラらが作り上げたフライング・フィンの人物像を再現、1972年と1976年にフィンランド年間最優秀スポーツ選手に選ばれた。1999年から2007年まで、および2010年から2011年まで、フィンランド議会の議員を務めた。

## 生涯

### 初期の経歴
ビレンの走者としての経歴はアメリカのユタ州プロボにあるブリガムヤング大学で始まった。彼はブリガムヤング大学のクロスカントリーチームで大学の代表として1シーズン走った後、フィンランドに帰国した。その後は故郷のミュルスキュラで警察官として就職したが、1971年に国際でデビューした。この年にヨーロッパ選手権がヘルシンキで行われたが、フィンランド選手のうち活躍したのは主に5000メートル競走と10000メートル競走で金メダルを獲得したユハ・ヴァータイネンであり、ビレンはそれぞれ7位と17位に留まった。ビレン自身とコーチのロルフ・ハイッコラによると、ビレンの成績は2つの理由によりビレンの能力よりも下回っていた。1つは「排出練習」（Emptying exercise）をもっと早くしなかったこと（ハイッコラによると、フィンランド陸連の首脳部のアドバイスに従ってのことだった）、もう1つはビレンがほぼ限度に駆り立てられており、5000メートル競走の決勝戦では最後の1周が始まるころに危うく倒れるところだった。「排出練習」とは走者が完全に疲労してエネルギーを使い果たす（エネルギーを「排出」）までトレーニングで限度に駆り立てることであり、そうすることで体が再び大量にエネルギーを取り入れられるようになり、これまでの最良の成績を再度出せるようになる。ビレンはヨーロッパ選手権の直後、ヴァータイネンが5000メートル競走で作ったばかりのフィンランド記録を更新した。
ケニアのトムソンの滝で厳しい訓練を受けた後、1972年夏にヘルシンキで行われた競走においてイギリスとスペインを下して勝利、2マイル競走の世界記録を作った。その後、ビレンはダークホースとして1972年ミュンヘンオリンピックに参加した。

### 1972年オリンピック
ミュンヘンで行われた1972年のオリンピックでは5000メートル競走と10000メートル競走の金メダルを獲得した。9月3日に行われた10000メートル競走の決勝戦では12周目にベルギー選手エミール・プッテマンスともつれあって転倒したにもかかわらずロン・クラークが7年間保持した男子10000メートル競走世界記録を更新した。ビレンとプッテマンスのほかにはチュニジアのモハメド・ガムーディ選手もビレンの足に躓いて転倒した。転倒したことによりビレンは先頭集団と20メートル離れてしまったが、彼は150メートル以内に先頭に追い付いた。その後、24周目になって残りが600メートルしかないところ、彼はラストスパートをかけて他を引き離し、プッテマンスのみがついていけて2着でゴールした。ビレンは27分38.40秒でゴール、ミュンヘン・オリンピアシュタディオンの記録となった。彼は1回のオリンピックで5000メートルと10000メートル競走を同時に勝利した4人目の選手であり、それ以前はフィンランド選手ハンネス・コーレマイネンが1912年に、チェコスロバキア選手エミール・ザトペクが1952年に、ソ連選手ウラジミール・クーツが1956年に達成しており、ビレンの後はエチオピア選手ミルツ・イフターが1980年に、同じエチオピア選手ケネニサ・ベケレが2008年に、イギリス選手モハメド・ファラーが2012年と2016年に達成した。しかし、10000メートル競走の予選も走らなければならなかったのはコーレマイネン、ビレンとイフターの3人だけだった。1週間後の5000メートル競走では最後の4周でスティーブ・プリフォンテーン、ガムーディ、プッテマンス、イアン・スチュワートとともに先頭集団を形成していたが、残り110から120メートルのところでガムーディを追い越して13分26.4秒でゴール、ガムーディとは1秒差となった。その4日後、湿っぽく寒い上に風の強い天気の中、ビレンはヘルシンキ・オリンピックスタジアムで5000メートルを13分16.4秒で走り終わり世界記録を作った。その6日後、プッテマンスが世界記録を更新してさらに3秒短くした。
ビレンがオリンピックで優勝できた要因、特に1972年オリンピックの5000メートルと10000メートル競走で優勝できた要因はあまり注目を受けていない。その要因とはビレンがほぼすべての曲がりで第1レーンの内側の縁を走っており、合計でライバルたちと比べて数十メートル少なく走ったことである。具体的には5000メートル競走ではプリフォンテーンがビレンよりも40メートル以上多く、10000メートル競走ではプッテマンスがビレンよりも50メートル以上多く走った。2人とも第1レーンの外側の縁、または第2レーンを通ったのが原因だった。この総距離を減らすテクニックは「曲がり（カーブ）の数学」（Bend (curve) mathematics）と呼ばれている。

### 1976年オリンピック

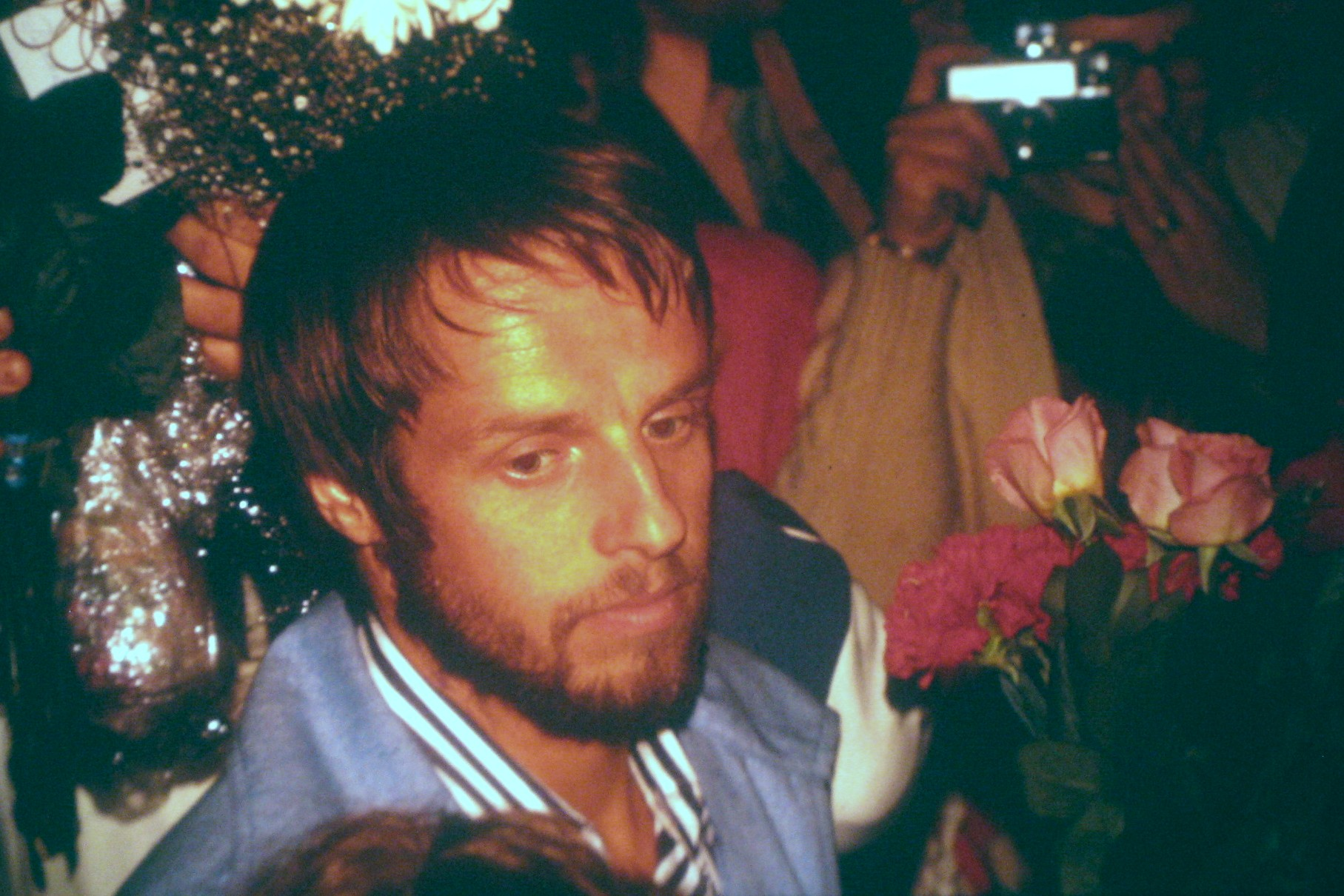
1976年のビレン、ミュルスキュラにて。

ビレンはオリンピック以外の時期で走ることがオリンピックの時期よりも少ない。1976年モントリオールオリンピックでは再び5000メートル競走と10000メートル競走を連勝、2回連続でこの2種目に優勝することは「ダブルダブル」（Double double）と言われた。2回連続で5000メートル競走に勝利するのはビレンが初めてであり、2人目は2012年と2016年に優勝したモハメド・ファラーである。彼は10000メートル競走の決勝戦をより簡単に切り抜けることができた。というのも、イギリスのブレンダン・フォスターですら8000メートルまで走ったところでポルトガル選手カルロス・ロペスの徐々に上がっていたペースについていくことができなかったからであり（フォスターは結局銅メダルを獲得した）、そのロペスも当時は最後の1周でペースを大幅に上げることができなかったからである。ビレンは約9550メートル走ったところでロペスを追い越し、4.79秒差でロペスに勝利した。
モントリオール五輪で10000メートル競走に優勝した後、ビレンは自身のオニツカタイガー（アシックス傘下）の「ランスパーク」（Runspark）を脱いでそれを観客に向けて振った。国際オリンピック委員会（IOC）はビレンが靴のトラ柄を見せたいなど善からぬ目的があると疑ったが、ビレンは水ぶくれができていたからだと主張した。IOCは5000メートル競走の決勝戦からビレンを締め出したが、ビレンは控訴して決勝戦の2時間前に参加の許可を得た。
5000メートル競走の決勝戦ではいずれも1500メートル競走でワールドクラスの実力を持つディック・クァックス、ロッド・ディクソン、ブレンダン・フォスターを破り、しかも最後の数周で圧倒的に先行していた。最後の1500メートルのみ計算した場合、実際の1500メートル競走の決勝戦で8位になるほどだった。最終的には1着から4着までの選手は6メートル差以内だった。5000メートル競走の決勝戦から18時間後、ビレンは男子マラソンに参加して2時間13分11秒の成績を出し、5着に終わった。

### 1980年オリンピック
ビレンは1980年モスクワオリンピックで運動選手の生涯に終止符を打った。10000メートル競走で5着に終わった。10000メートル競走の予選では28分45秒という成績しか出せず失望され、しかも4着だったため本来ならば「成績が最も良い予選落ち」として予選を通過するはずだったが、アイルランド選手ジョン・トレーシーが熱射病で倒れてしまったため、予選落ちの選手のうち成績が最も良いビレンが繰り上げで予選を通過した。彼は先頭集団に圧力をかけ続けて、あと300メートルのところでミルツ・イフターのラストスパートに敗れた。イフターは金メダルを獲得した。一部ではもしビレンがマラソン風のトレーニングを減らしていたらより良い成績を出せたはずだという主張があったが、ビレン自身はオリンピック直前に足を怪我していなければより良い成績を出せたはずだと信じていた。別の文献ではビレンがオリンピックへの準備としてコロンビアとカナリア諸島で数か月トレーニングを行ったとき、マッサージ師を連れて行かなかったため足の筋肉が硬直してしまい、速度トレーニングの効率が落ちて怪我を引き起こし、最高速度が不足してしまったとした。ビレンは5000メートル競走をスキップしてマラソン競走に参加、20キロメートル以上先頭集団を維持したが、30キロメートルを目前に胃の問題でリタイヤした。その後、ビレンは1980年秋に引退を宣言した。

### オリンピック以外の競走と引退後の生活
1974年初に足の複雑な手術を行った後、1974年ヨーロッパ陸上競技選手権大会でイギリス選手ブレンダン・フォスターの後塵を拝して13分24.57秒の成績で銅メダルを獲得した。その2日後、ヘルシンキでの競走では13分26秒の成績を出してスウェーデン選手アンデルス・ヤーデルードを下して勝利した。さらに3日後にはロンドンのクリスタル・パレスでの2マイル競走で再びフォスターと競走した。今度もフォスターが勝利、ビレンは2着の選手より0.06秒遅いだけだったが4着に終わった。ビレンは1974年に10000メートル競走の生涯最高成績を出しており、この年の9月21日にフィンランド対ソビエト連邦の対抗戦で28分22.6秒の好成績を出して優勝した。
ビレンはオリンピック以外の競走で2マイルと5000メートル競走の世界記録を更新した。2マイルは1972年8月14日に8分14.0秒を記録、5000メートルは1972年9月14日に13分16.4秒を記録しており、両方とも1972年オリンピックの前後のことだった。
ビレンはオリンピックがない年には5000メートル競走で常に13分36秒以下の成績を出しており、13分30秒以下の成績を出すときもあった。一方、10000メートル競走の成績が28分を下回ったのはオリンピックがある年だけだった。
1979年、ビレンはニュージーランドで陸上競技選手権大会に参加しつつ1980年のオリンピックへの準備を進めた。
1977年にフィンランドの彫刻家エイノが始めたラッセ・ビレン・フィンランド選抜大会（後に「ラッセ・ビレン20K」として知られた）はカリフォルニア州マリブ近くのポイント・ムグ国立公園の一部である大シカモア峡谷で行われた、年次の路外競走大会であり、2012年まで行われている。
選手生涯が終わった以降、フィンランドで知名度のある人物になり、国民連合党の一員としてフィンランド議会で1999年から2007年、および2010年から2011年まで議員を務めた。ビレンは2011年の選挙では出馬しなかった。
2014年、ビレンは国際陸上競技連盟の陸上殿堂に入選した。